# Jeff Healey
Norman Jeffrey "Jeff" Healey (Toronto, 25 de Março de 1966 — Toronto, 2 de Março de 2008) foi um guitarrista canadense. Cego desde o primeiro ano de vida devido a um retinoblastoma, Healey destacou-se pelo seu trabalho calcado no blues rock, junto da The Jeff Healey Band e, posteriormente, no jazz. Conhecido pelo seu jeito incomum de tocar guitarra — com ela sobre suas pernas, como um piano — e pela sua participação no filme Road House, Jeff colecionou, ao longo de sua carreira, participações com grandes nomes do blues, como Albert Collins, Stevie Ray Vaughan, B.B. King e George Harrison.
Jeff morreu em 2 de março de 2008, vítima de um câncer no pulmão.

## Biografia
Ainda bebê, perdeu a visão devido a um câncer raro chamado retinoblastoma. Aos três anos de idade começou a tocar guitarra e, por ser cego, desenvolveu um estilo próprio de tocar, apoiando a guitarra em seu colo, um estilo chamado de lap-top.

## Carreira
Em 1985 formou a The Jeff Healey Band junto com os amigos e músicos Joe Rockman (baixista) e Tom Stephen (baterista). No mesmo ano, participou do filme Road House, onde Jeff aparecia tocando num bar.
Gravaram discos como o álbum "See the Light", indicado ao GRAMMY Awards em 1988 como "Melhor Instrumental" e que ultrapassou a marca de um milhão de unidades nos Estados Unidos da América.
Seu álbum "Hell to Pay", de 1990, traz a faixa "While My Guitar Gently Weeps", composta por George Harrison para o Álbum Branco dos Beatles (1968), canção que ficou famosa por ter os solos de guitarra feitos por Eric Clapton. Na voz de Healey, esta canção foi novamente um grande sucesso.